# ウィーナー過程

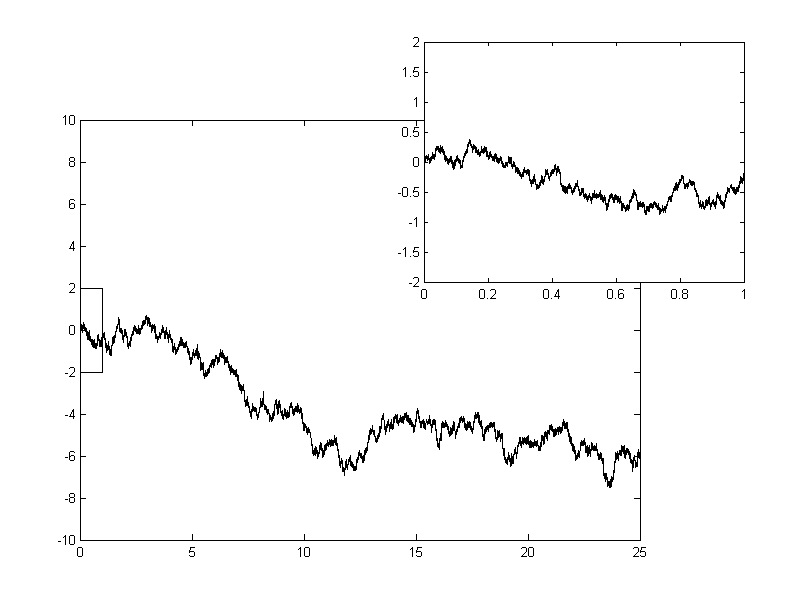
一次元ウィーナー過程の一例

ウィーナー過程（、英: Wiener process）は、ノーバート・ウィーナーの名にちなんだ連続時間確率過程である。数学におけるブラウン運動（、英: Brownian motion）とも。

## 概要
ウィーナー過程は確率過程の一種であり、レヴィ過程の代表例である。連続時間マルチンゲールの研究から生じ、様々な確率過程の基礎となる確率過程である。確率解析、拡散過程、ポテンシャル論においても重要な役割を果たす。
ウィーナー過程は応用数学、物理学、計算機科学、経済学などにもしばしば現れる（⇒ #応用）。

## 特徴づけ
ウィーナー過程 Wt は次の条件
- W0 = 0
- Wt はほとんど確実に（確率 1 で）連続
- Wt は独立増分を持ち、0 ≤ s < t なる任意の s, t に対して、Wt − Ws は正規分布 N(0, t − s) に従う

によって特徴付けられる。ここで、N(μ, σ2) は期待値 μ, 分散 σ2 の正規分布を表す。
また独立増分とは、「0 ≤ s ≤ t ≤ s′ ≤ t′ であるならば、Wt − Ws と Wt′ − Ws′ とが独立な確率変数となる」ことを意味する。
レヴィ条件 (Lévy characterization) からウィーナー過程を特徴づけられる。この場合、ウィーナー過程は、ほとんど確実に連続なマルチンゲールで W0 = 0 かつ二次変分 [Wt, Wt] が t になるものとして特徴づけられる。
また、係数が標準正規分布 N(0, 1) に従う独立な確率変数であるような正弦級数で表されるスペクトル表現を持つ確率過程としてウィーナー過程を特徴付ける方法もある。このような表現はカルーネン-レーヴェの定理を用いることで得られる。
平均 0, 分散 1 の独立同分布な離散時間連鎖のスケーリングの極限は、ウィーナー過程に確率収束する（ドンスカーの定理）。酔歩と同様にウィーナー過程は、一次元または二次元において再帰的 (recurrent) （つまり、出発点の半径任意の近傍に確率 1 で無限回戻ってくる）となるが、三次元以上では過渡的である。酔歩と異なる点は、それがスケール不変であることである。つまりいかなる非零定数 α ≠ 0 についても
{\displaystyle \alpha ^{-1}W_{\alpha ^{2}t}}
はウィーナー過程となる。ウィーナー測度はウィーナー過程によって誘導される、g(0) = 0 を満たす連続関数 g たちの成す関数空間上の確率分布である。ウィーナー測度に基づいて定義される積分をウィーナー積分と呼ぶことがある。

## 一次元ウィーナー過程
時刻 t における確率密度関数は
{\displaystyle f_{X}(x;t)={\frac {1}{\sqrt {2\pi \alpha t}}}e^{-x^{2}/{2\alpha t}}}
期待値は
{\displaystyle \mu _{X}=0}
時刻 t1, t2 間の共分散・相関は
{\displaystyle R_{XX}(t_{1},t_{2})=K_{XX}(t_{1},t_{2})=\alpha \min\{t_{1},t_{2}\}\,}
でそれぞれ与えられる。

## 応用
ウィーナー過程は様々な分野で応用される。以下はその一例である：
- 応用数学
  - ホワイトノイズの積分
- 物理学
  - ブラウン運動: 浮遊する微粒子の拡散現象。ウィーナー過程がこの現象の直接的な数理モデル。
  - 拡散: フォッカー-プランク方程式やランジュバン方程式
- 工学
  - レッドノイズ: 周波数スペクトルが {\displaystyle f^{-2}} に比例するノイズ。ウィーナー過程がこのノイズの直接的な数理モデル。
  - 制御理論: 未知の力 (unknown force) などの数理モデル
- 経済学
  - ブラックとショールズのオプション価格モデル
- フィルタリング理論: 機器誤差の表現

こういった応用は量子力学における経路積分の厳密な定式化（ウィーナー積分として表されるシュレーディンガー方程式の解であるファインマン-カッツの公式によるもの）や宇宙論における永久インフレーションの研究の基礎を形成している。

## 関連のある確率過程
以下のように定義される確率過程
{\displaystyle X_{t}=\mu t+\sigma W_{t}}
はドリフト項 μ と無限小分散 σ2 を持つウィーナー過程と呼ばれる。
ウィーナー過程に、条件 W0 = W1 = 0 が与えられることによって定まる条件付確率分布をブラウン橋と呼ぶ。
幾何ブラウン運動は
{\displaystyle \exp {\left[\beta t-\left({\alpha ^{2}t \over 2}\right)+\alpha W_{t}\right]}}
と表され、株価のように決して負の値をとることのない確率過程のモデルとして用いられる。